# Kevin McKee (voetballer)
Kevin McKee (Edinburgh, 10 juni, 1966) is een Schots voormalig voetballer die als verdediger speelde. McKee speelde voor Hibernian, Hamilton Academical, Partick Thistle en Stenhousemuir. 

## Erelijst met Hamilton Academical FC
- Scottish First Division (1×) 1987-88

- Scottish Challenge Cup (2×) 1991-92, 1992-93